# Теодос Манов
Теодос (Теодосе) Манов или Манев е български революционер. Влиза във Вътрешната македоно-одринска революционна организация и става кумановски войвода. След Младотурската революция в 1908 година се легализира и се занимава с търговия в Куманово. Български училищен и църковен настоятел. В 1910 година по време на обезоръжителната акция е арестуван в Куманово и затворен в Скопие.